# مال‌تپه (متروی استانبول)
مال‌تپه (انگلیسی: Maltepe) یکی از ایستگاه‌های خط ام۴ متروی استانبول است.
این ایستگاه که در منطقه مال‌تپه قرار دارد در سال ۲۰۱۲ تأسیس شده‌است.